# Municipalità di Dienvidkurzeme
La municipalità di Dienvidkurzeme (in lettone Dienvidkurzemes novads, tradotto in italiano municipalità della Curlandia del Sud) è una delle trentasei municipalità della Lettonia. Circonda la città repubblicana autonoma di Liepāja, che non è inclusa della municipalità. Il capoluogo è Grobiņa. Confina con la Lituania.
I confini della nuova municipalità, istituita nel 2021, corrispondono a quelli del vecchio distretto di Liepāja abolito nel 2009.

## Suddivisione
La municipalità comprende 5 città e 26 parrocchie:
Le 5 città sono
- Grobiņa
- Aizpute
- Priekule
- Pāvilosta
- Durbe

Le 26 parrocchie sono:
- Aizpute
- Bārta
- Bunka
- Cīrava
- Dunalka
- Dunika
- Durbe
- Embūte
- Gavieze
- Gramzda
- Grobiņa
- Kalēti
- Kalvene
- Kazdanga
- Laža
- Medze
- Nīca
- Otaņķi
- Priekule
- Rucava
- Saka
- Tadaiķi
- Vaiņode
- Vecpils
- Vērgale
- Virga